# Dúbravka (Bratislava)
| Dúbravka (Bratislava) | Dúbravka (Bratislava) |
| --------------------- | --------------------- |
| Dúbravka (Bratislava) |                       |
| Grb                   | Karta                 |
|                       |                       |
| Opći podaci           |                       |
| Kraj:                 | Bratislavský          |
| Okrug:                | Bratislava IV         |
| Regija:               | Bratislava i okolica  |
| Nadmorska visina:     | 243 m                 |
| Površina:             | 8,6 km²               |
| Stanovništvo:         | 35 000 (2004.)        |
| Gustoća:              | 3992 stan./km2        |
| Statistički kôd:      | 522406                |
| Registarska oznaka:   | BA                    |
| Poštanski broj:       | 841##                 |
| Pozivni broj:         | 02                    |
| Stranica:             | www.dubravka.sk       |
| Načelnik:             | Martin Zaťovič        |

Dúbravka (njemački: Kaltenbrunn, mađarski: Hidegkút) je gradska četvrt u Bratislavi.

## Povijest
Dúbravka kao malo mjesto postoji od 14. stoljeća kao dio Devína. U 16. stoljeću ovdje su se naselili Hrvati koji su bježali pred turskim osvajačima. Za vrijeme napoleonskih i austrijsko-pruskih ratova ovo je mjesto opljačkano i popaljeno. Dúbravka je postala službeno dio Bratislave 1946. godine.

## Podjela
Neslužbeno je ova četvrt podijeljena na četiri dijela:
- Podvornice
- Záluhy
- Krčace
- Dúbravčice

## Poznate osobe
- Leonard Tikl (*1902 – † 1973), SDB, rimokatolički svećenik, religijski zatvorenik (osuđen na 15 godina zatvora).[1]